# Provincia de Túquerres (Cauca)
La provincia de Túquerres fue una de las provincias del Estado Soberano del Cauca y del departamento de Cauca (Colombia). Fue creada por medio de la ley del 15 de junio de 1857 y ratificada por medio de la ley 81 del 11 de octubre de 1859, a partir del territorio de la provincia neogranadina de Túquerres. Tuvo por cabecera a la ciudad de Túquerres. La provincia comprendía el territorio de la actual región nariñense de Túquerres.

## Geografía

### Límites
La provincia de Túquerres en 1859 limitaba al sur con la República del Ecuador desde la cima de la cordillera Occidental hasta la de la Oriental en la que continúan los límites del territorio del Caquetá; desde ese punto por toda la cima hasta la cabecera del río Angasmayo y por las aguas de este hasta su confluencia con el Guáitara, y por este aguas abajo hasta el Patía siguiendo este hasta la Hoz de Minamá; por el oeste con la provincia de Barbacoas.

### División territorial
En 1876 la provincia comprendía los distritos de Túquerres (capital), Ancuya, Guachavés, Guaitarilla, Imués, Linares, Mallama, Ospina, Panga, Samaniego, Sapuyes y Yascual.
En 1905 la provincia comprendía los distritos de Túquerres (capital), Ancuya, Guaitarilla, Imués, Linares, Mallama, Ospina, Samaniego y Sapuyes.